# Františka Plamínková
Františka Plamínková (Praga, 5 febbraio 1875 – Praga, 30 giugno 1942) è stata una politica e attivista ceca per i diritti delle donne.
Nota come "Madame Plam", fu al centro delle principali attività del movimento femminista cecoslovacco. Si attivò anche per la resistenza ceca durante la seconda guerra mondiale, scelta che le costò l'esecuzione da parte dei nazisti. Nel 1950 le venne assegnata postuma la Stella d'Oro dell'Ordine militare per la Libertà dal Ministro della Difesa cecoslovacco per la sua lotta contro il fascismo e per la liberazione del suo paese.

## Biografia
Plamínková era ultima di tre figlie di un calzolaio praghese. Esposta alle discussioni politiche che quotidianamente si tenevano in famiglia sin dall'infanzia, dopo la conclusione degli studi alla scuola superiore di Piazza della Città Vecchia ottenne il diploma da insegnante e si avvicinò alle idee risorgimentali del nazionalismo ceco, influenzata soprattutto dalla lettura di Karel Havlíček Borovský.
Si interessò alle questioni femministe ascoltando le lezioni universitarie di Tomáš Masaryk e leggendo il caposaldo della letteratura di genere La servitù delle donne di John Stuart Mill, tradotto in lingua ceca da Charlotte Garrigue, moglie di Masaryk. Convinta che la partecipazione alla vita pubblica fosse fondamentale per una donna, si oppose strenuamente alla legge sul celibato che vietava alle donne sposate di perseguire la carriera dell'insegnamento. In particolare, nel 1904 fondò il Český Ženský Klub (Club delle donne ceche) assieme a Garrigue e ad Alice Masaryková. Con la femminista Albína Honzáková condivise una profonda amicizia per tutta la vita.
Dopo che il Český Ženský Klub era stato emarginato dal movimento per il suffragio universale che chiedeva il diritto al voto esclusivamente per gli uomini, Plamínková contribuì a fondare la Commissione per il diritto di voto per le donne, un'associazione aperta a tutti, indipendentemente dal genere. Grazie a una legge boema esistente dal 1861 che permetteva ad alcune donne di candidarsi, il Comitato propose senza successo la candidata Marie Tůmová alle elezioni del 1908 e del 1909 per il distretto di Vysoké Mýto. Tuttavia, nel 1912 una coalizione politica capeggiata dai Giovani Cechi e dal Partito Nazionale Sociale Ceco riuscì a far eleggere la scrittrice Božena Viková-Kunětická, la cui elezione tuttavia non venne riconosciuta dal governo ceco. Ciò nonostante, la vittoria di Viková-Kunětická attrasse l'attenzione di tutta l'Europa e segnò un'importante svolta per la lotta al suffragio femminile nel paese.
Oltre che per le attività femministe, Plamínková lottò per l'indipendenza della Cecoslovacchia dall'Impero austro-ungarico. Nella neonata repubblica si unì al Partito Nazionale Sociale Ceco guidato da Václav Klofáč, di cui fu anche eletta nel comitato esecutivo nonostante non facesse parte del parlamento. Per sette anni servì al Consiglio comunale di Praga, dove si occupò di urbanizzazione e dei bisogni delle donne, in particolare istituendo delle case comuni per donne e bambini.
Convinta pacifista, in patria fondò la divisione locale della Lega della Pace e Libertà. Durante il suo mandato di senatrice rappresentò il suo paese alla Società delle Nazioni dal 1930 al 1932, una delle 18 donne presenti in questa istituzione. Si oppose strenuamente all'occupazione tedesca della Cecoslovacchia agli albori della seconda guerra mondiale. Nel 1939 venne arrestata assieme ai principali leader politici cecoslovacchi e detenuta per 6 settimane, di conseguenza si mosse in maniera più cauta nelle sue attività politico-sociali.
Dopo l'assassinio di Reinhardt Heydrich, Plamínková venne arrestata e internata nella sezione femminile del campo di concentramento di Theresienstadt, poi venne fucilata al Poligono di tiro di Kobylisi a Praga il 30 giugno 1942.